# Cholan
Cholan – organiczny związek chemiczny, przedstawiciel steroidów. Stanowi podstawowy szkielet węglowy obecny w cząsteczkach kwasu cholanowego i kwasów cholowych obecnych w żółci.
Cholan jest zbudowany z 24 atomów węgla. Jak wszystkie steroidy posiada sprzężony układ czterech pierścieni – trzech sześcioczłonowych i jednego pięcioczłonowego.
Pierścienie mogą być względem siebie różnie położone. Kolejne pierścienie nazywa się od kolejnych liter alfabetu. I tak pierścienie tworzone przez atomy węgla numerowane od 1 do 10 określane są jako A i B. W zależności od wzajemnego położenia pierścieni A i B, czyli od układu w jakim są skondensowane, wyróżniamy α i β cholan. O β-cholanie mówimy, jeśli te dwa pierścienie są skondensowane w układzie cis – wtedy atom wodoru przy piątym atomie węgla "wystaje" nad płaszczyznę. Z α-cholanem mamy do czynienia, gdy pierścienie są skondensowane w układzie trans – wtedy atom wodoru przy piątym atomie węgla znajduje się pod płaszczyzną.
Kwas cholanowy i kwasy cholowe zawierają układ β-cholanu.